# Fuerza de Tareas 6
La Fuerza de Tareas 6 (FT 6 o FUERTAR 6), también llamada «Fuerza de Submarinos», fue una unidad de la Armada Argentina creada durante la autodenominada «lucha contra la subversión» en la década de 1970.

## Historia
En Mar del Plata, fue creada la Fuerza de Tareas 6, con base en el edificio de la Agrupación de Buzos Tácticos, dentro de la Base Naval Mar del Plata (BNMP).

### Hechos
Uno de sus principales blancos fueron los miembros del Partido Comunista Marxista-Leninista de la zona. Entre fines de 1977 e inicios de 1978, la Armada y el Ejército Argentino realizaron los Operativos Mar del Plata y Escoba. El primero eliminó la regional del PCML y el segundo capturó once personas que terminaron prisioneras en la BNMP; después fueron trasladados a La Cacha.
No siempre la fuerza cumplió las normas del plan de operaciones de la propia Armada (PLACINTARA/75), que preveía el traslado a la Base Naval Puerto Belgrano. En 1977, la FT 6 entregó seis mujeres embazaras a la Fuerza de Tareas 3, cuya sede era la Escuela de Mecánica de la Armada, donde había una maternidad clandestina.

## Unidades y organización
La Fuerza de Tareas 6 se constituía por:
- la Fuerza de Submarinos;
- la Agrupación de Buzos Tácticos;
- la Agrupación de Comandos Anfibios;
- la Escuela de Submarinos;
- la Escuela Antisubmarina;
- la Escuela de Buceo;
- la Escuela de Suboficiales de Infantería de Marina;
- la Prefectura Mar del Plata;
- la Prefectura Quequén;
- la Subprefectura General Levalle;
- y las dependencias con base en Mar del Plata y adyacencias.

La FT 6 se dividía en dos grupos de tareas: el GT 6.1 —comandado por el director de la Escuela Antisubmarina— y el GT 6.2 —comandado por el director de la Escuela de Suboficiales de Infantería de Marina. El primero de estos grupos era, a su vez, integrado por cuatro unidades de tareas:
- Unidad de Tareas 6.1.1;
- Unidad de Tareas 6.1.2;
- Unidad de Tareas 6.1.3;
- y Unidad de Tareas 6.1.4.